# 热斯蒂耶斯
热斯蒂耶斯（法語：Gestiès，法語發音：[ʒɛstjɛs]）是法国阿列日省的一个市镇，属于富瓦区。

## 地理
热斯蒂耶斯（42°45'57"N, 1°34'25"E）面积27.46 平方千米，位于法国奧克西塔尼大區阿列日省，该省份为法国西南部内陆省份，西部和北部与上加龙省接壤，东临奥德省，东南至东比利牛斯省接壤，南与安道尔和西班牙接壤。
与热斯蒂耶斯接壤的市镇（或旧市镇、城区）包括：阿斯通、米格洛、锡盖尔、奥尔迪诺。
热斯蒂耶斯的时区为UTC+01:00、UTC+02:00（夏令时）。

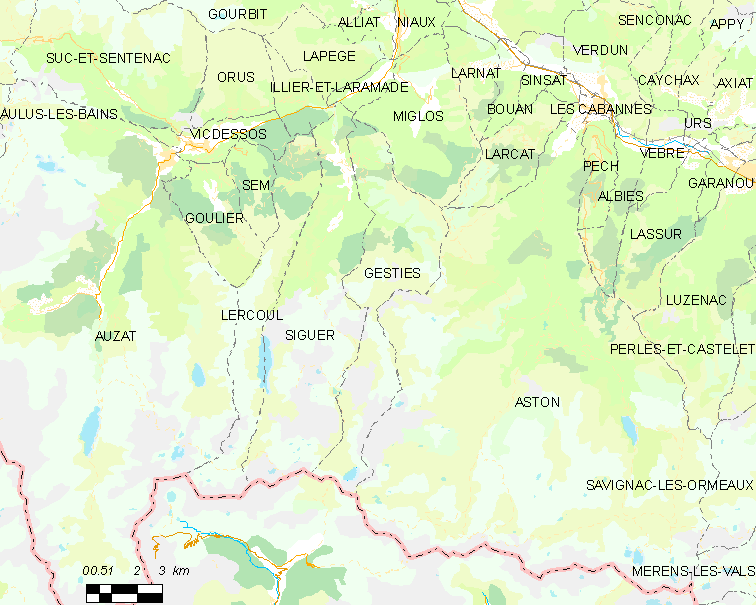
热斯蒂耶斯的OSM定位图

## 行政
热斯蒂耶斯的邮政编码为09220，INSEE市镇编码为09134。

## 政治
热斯蒂耶斯所属的省级选区为萨巴尔泰斯县。

## 人口

1962-2008年间热斯蒂耶斯人口变化图示

热斯蒂耶斯于2022年1月1日时的人口数量为36人。